# 哥本哈根市郊鐵路A線
哥本哈根市郊铁路A线（丹麥語：Linje A）是哥本哈根市郊铁路网络中的一条营运中线路。 1934年5月15日开通。开通时称“哥本哈根市郊铁路1a线”，1950年5月14日改称“哥本哈根市郊铁路A线”。开通至今曾多次变更线路、停靠站、营运时间。
现时在夜间及周末时段“哥本哈根市郊铁路A线”和“哥本哈根市郊铁路E线”合并为“哥本哈根市郊铁路A线”，同时停靠“哥本哈根市郊铁路A线”车站和“哥本哈根市郊铁路E线”车站。

## 现停靠站
| 站名                                    | 换乘                        |
| --------------------------------------- | --------------------------- |
| 克厄站 （夜间及周末时段终点站）         | 国铁                        |
| 厄尔比站                                | 国铁                        |
| 克厄北站                                | 国铁                        |
| 耶西站                                  |                             |
| 索尔勒斯特兰站                          |                             |
| 卡尔斯隆讷站                            |                             |
| 格雷沃站                                |                             |
| 洪迪厄站 （工作日白天时段终点站）       |                             |
| 伊斯霍伊站                              |                             |
| 瓦伦斯拜克站                            |                             |
| 布伦比海滩站                            |                             |
| 阿韦兹厄勒站                            |                             |
| 自由站                                  |                             |
| 溪田站                                  |                             |
| 哥本哈根南站                            | 国铁 哥本哈根地铁（建设中） |
| 谢勒站                                  |                             |
| 南港站                                  |                             |
| 迪伯尔桥站                              |                             |
| 哥本哈根火车总站                        | 国铁 哥本哈根地铁           |
| 西门站                                  |                             |
| 北门站                                  | 国铁 哥本哈根地铁           |
| 东门站                                  | 国铁 哥本哈根地铁           |
| 北港站                                  | 国铁 哥本哈根地铁           |
| 天鹅磨坊站                              |                             |
| 海勒鲁普站                              | 国铁                        |
| 伯恩斯托夫路站                          |                             |
| 根措夫特站                              |                             |
| 耶厄斯堡站                              | 国铁                        |
| 灵比站                                  |                             |
| 无忧站                                  |                             |
| 维鲁姆站                                |                             |
| 霍尔特站                                |                             |
| 比克勒站                                |                             |
| 赫沃爾特站 （军用车站，很多地图不标注） |                             |
| 阿勒勒站                                |                             |
| 福霍尔姆站                              | 丹麦地方铁路公司列车        |
| 希勒勒站 （终点站）                     | 丹麦地方铁路公司列车        |

注1：上表中“站名”一栏为蓝色背景的车站为“哥本哈根市郊铁路A线”工作日白天时段停靠站。
注2：上表中“站名”一栏为蓝色背景及紫色背景车站为“哥本哈根市郊铁路A线”夜间及周末时段停靠站，即夜间及周末时段“哥本哈根市郊铁路A线”与“哥本哈根市郊铁路E线”合并为“哥本哈根市郊铁路A线”后的停靠站。
注3：赫沃爾特站为军用火车站，为附近军营服务，哥本哈根市郊铁路官方线路图及很多版本的地图不标注，列车按军方要求停靠。
注4：哥本哈根市郊铁路A线工作日早高峰时段隔班南端终点为索尔勒斯特兰站，隔班南端终点为洪迪厄站。

## 历史

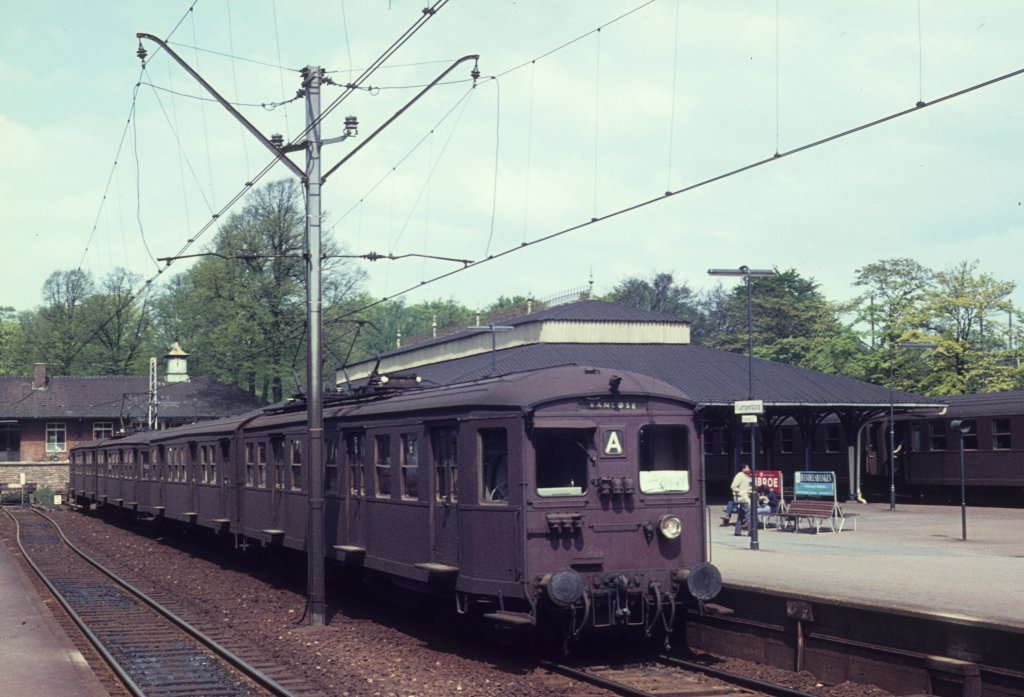
1972年，使用第一代哥本哈根市郊铁路列车的哥本哈根市郊铁路A线列车停靠在克兰彭堡站。
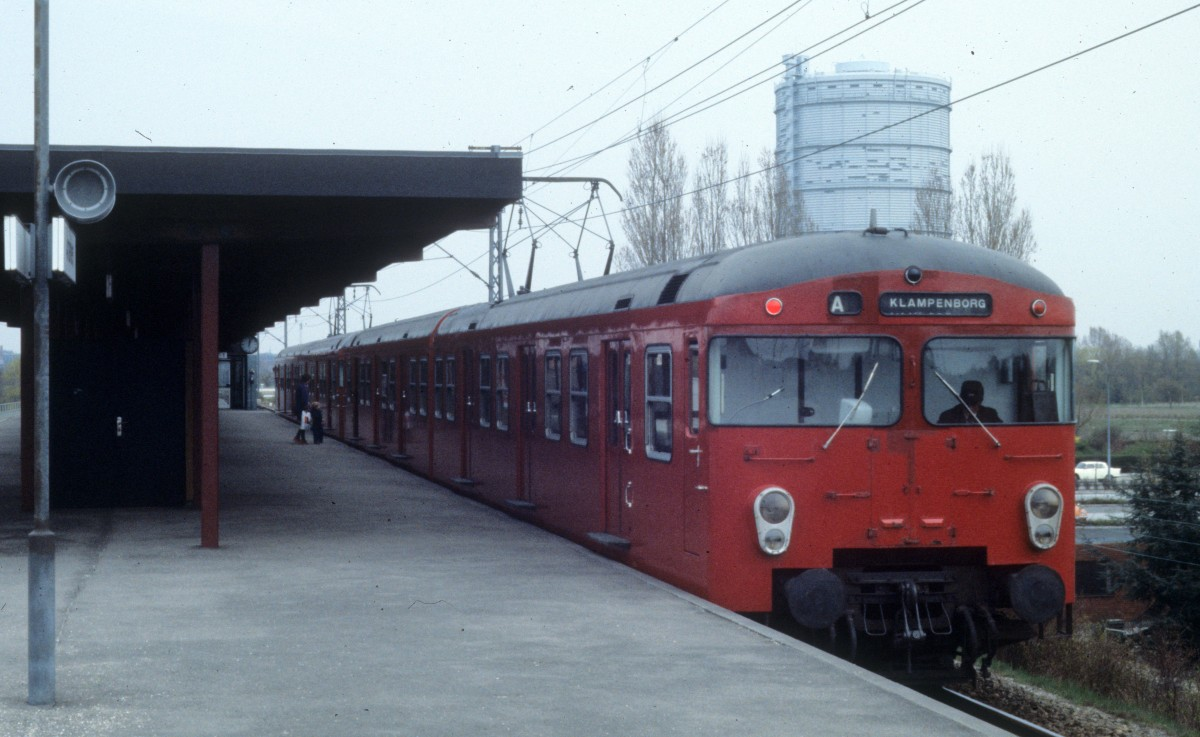
1978年，使用第二代哥本哈根市郊铁路列车的哥本哈根市郊铁路A线列车停靠在溪田站。
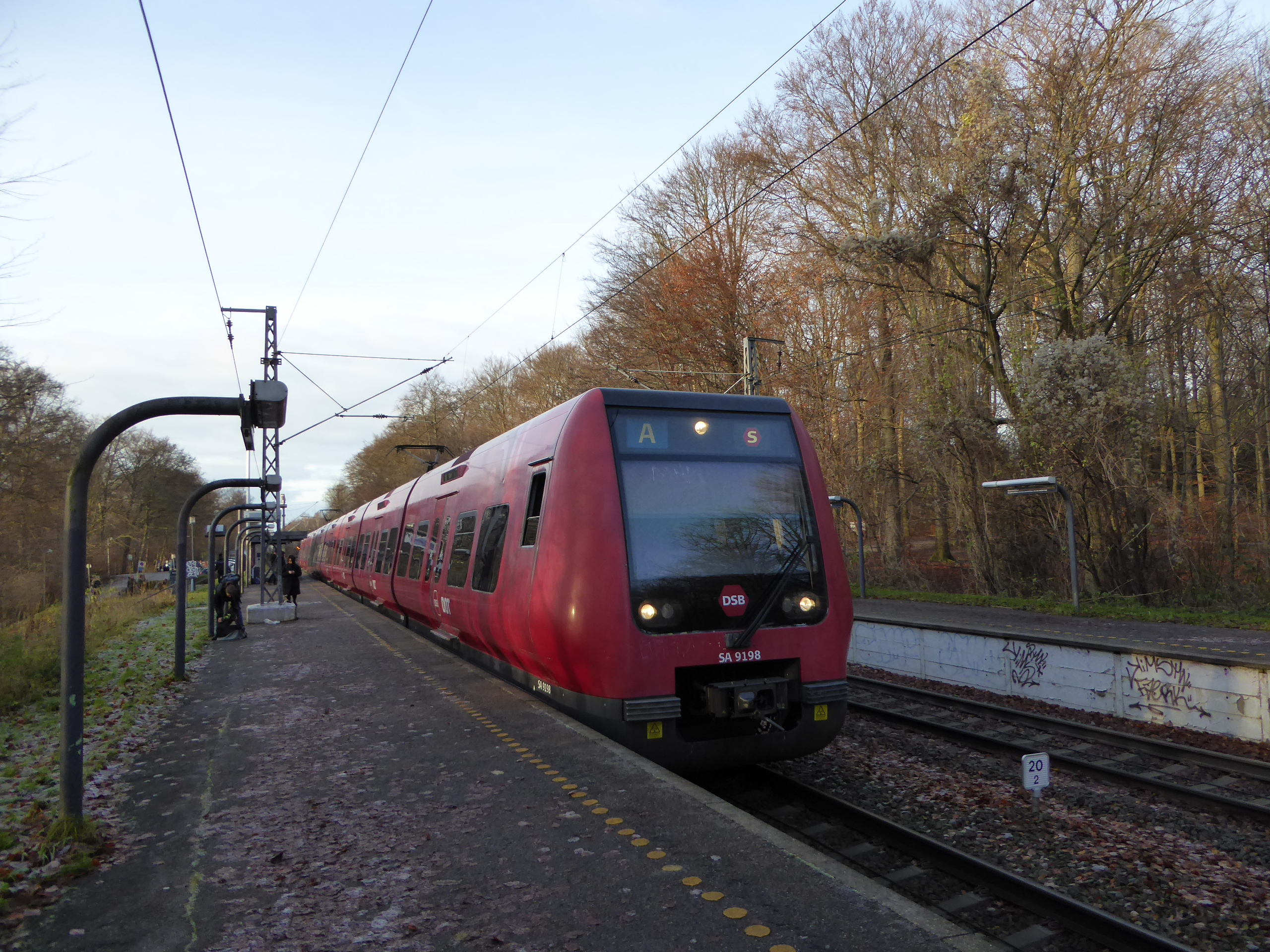
2017年，使用第四代哥本哈根市郊铁路列车的哥本哈根市郊铁路A线列车停靠在哈勒森林站。

### 哥本哈根市郊铁路A线历史概览表
| 开始执行时间   | 大致走向                                                                 | 备注 |
| -------------- | ------------------------------------------------------------------------ | --- |
| 1934年5月15日  | 哥本哈根火车总站⟷克兰彭堡站                                              | 开通初期称“哥本哈根市郊铁路1a线” |
| 1934年11月1日  | 瓦尔比站⟷哥本哈根火车总站⟷克兰彭堡站                                     | |
| 1940年6月15日  | 哥本哈根火车总站⟷克兰彭堡站                                              | |
| 1949年5月16日  | 哥本哈根火车总站⟷克兰彭堡站 （高峰时段）                                 | |
| 1949年5月16日  | 瓦尔比站⟷哥本哈根火车总站⟷克兰彭堡站 （平峰时段）                        | |
| 1950年5月14日  | 万勒瑟站⟷哥本哈根火车总站⟷克兰彭堡站                                     | 改称“哥本哈根市郊铁路A线”。 |
| 1952年10月6日  | （海莱乌站）⟷万勒瑟站⟷哥本哈根火车总站⟷克兰彭堡站                        | 部分列车以海莱乌站为西端终点站，部分列车以万勒瑟站为西端终点站。 |
| 1955年5月23日  | 海莱乌站⟷万勒瑟站⟷哥本哈根火车总站⟷克兰彭堡站 （高峰时段）               | 海莱乌站⟷万勒瑟站之间各站不停车。 |
| 1955年5月23日  | 万勒瑟站⟷哥本哈根火车总站⟷克兰彭堡站 （平峰时段）                        | |
| 1964年5月31日  | 海莱乌站⟷万勒瑟站⟷哥本哈根火车总站⟷克兰彭堡站 （高峰时段）               | |
| 1964年5月31日  | 万勒瑟站⟷哥本哈根火车总站⟷克兰彭堡站 （平峰时段）                        | |
| 1972年10月1日  | 瓦伦斯拜克站⟷哥本哈根火车总站⟷克兰彭堡站                                 | |
| 1976年         | 洪迪厄站⟷哥本哈根火车总站⟷克兰彭堡站                                     | |
| 1979年         | 洪迪厄站⟷哥本哈根火车总站⟷霍尔特站 （周一至周五白天）                    | |
| 1979年         | （索尔勒斯特兰站）⟷洪迪厄站⟷哥本哈根火车总站⟷霍尔特站 （夜间及周末）     | |
| 1983年         | 洪迪厄站⟷哥本哈根火车总站⟷霍尔特站                                       | |
| 1989年         | 洪迪厄站⟷哥本哈根火车总站⟷希勒勒站                                       | 不停靠东门站⟷霍尔特站之间除海勒鲁普站、灵比站外各站。 |
| 1999年         | 洪迪厄站⟷哥本哈根火车总站⟷希勒勒站                                       | 不停靠伯恩斯托夫路站、根措夫特站、耶厄斯堡站、无忧站、维鲁姆站。 |
| 2007年9月23日  | 洪迪厄站⟷哥本哈根火车总站⟷法鲁姆站                                       | |
| 2009年         | （索尔勒斯特兰站）⟷洪迪厄站⟷哥本哈根火车总站⟷法鲁姆站                    | 部分列车以索尔勒斯特兰站为南端终点站，部分列车以洪迪厄站为南端终点站。 |
| 2012年         | （索尔勒斯特兰站）⟷洪迪厄站⟷哥本哈根火车总站⟷法鲁姆站 （周一至周五）     | 周一至周五部分列车以索尔勒斯特兰站为南端终点站，部分列车以洪迪厄站为南端终点站。 |
| 2012年         | 克厄站⟷索尔勒斯特兰站⟷洪迪厄站⟷哥本哈根火车总站⟷法鲁姆站 （周六、周日）  | |
| 2014年12月15日 | （索尔勒斯特兰站）⟷洪迪厄站⟷哥本哈根火车总站⟷希勒勒站 （周一至周五）     | 周一至周五不停靠伯恩斯托夫路站、根措夫特站、无忧站、维鲁姆站。 周一至周五部分列车以索尔勒斯特兰站为南端终点站，部分列车以洪迪厄站为南端终点站。                                                                 |
| 2014年12月15日 | 克厄站⟷索尔勒斯特兰站⟷洪迪厄站⟷哥本哈根火车总站⟷希勒勒站 （周六、周日）  | |
| 2015年2月9日   | （索尔勒斯特兰站）⟷洪迪厄站⟷哥本哈根火车总站⟷希勒勒站 （周一至周五）     | 周一至周五不停靠伯恩斯托夫路站、根措夫特站、耶厄斯堡站、无忧站、维鲁姆站。 周一至周五部分列车以索尔勒斯特兰站为南端终点站，部分列车以洪迪厄站为南端终点站。                                                     |
| 2015年2月9日   | 克厄站⟷索尔勒斯特兰站⟷洪迪厄站⟷哥本哈根火车总站⟷希勒勒站 （周六、周日）  | |
| 2016年1月25日  | （索尔勒斯特兰站）⟷洪迪厄站⟷哥本哈根火车总站⟷希勒勒站 （周一至周五）     | 周一至周五不停靠伯恩斯托夫路站、根措夫特站、无忧站、维鲁姆站。 周一至周五部分列车以索尔勒斯特兰站为南端终点站，部分列车以洪迪厄站为南端终点站。                                                                 |
| 2016年1月25日  | 克厄站⟷索尔勒斯特兰站⟷洪迪厄站⟷哥本哈根火车总站⟷希勒勒站 （周六、周日）  | |
| 2017年1月30日  | （索尔勒斯特兰站）⟷洪迪厄站⟷哥本哈根火车总站⟷法鲁姆站 （周一至周五白天） | 周一至周五部分列车以索尔勒斯特兰站为南端终点站，部分列车以洪迪厄站为南端终点站。 |
| 2017年1月30日  | 克厄站⟷索尔勒斯特兰站⟷洪迪厄站⟷哥本哈根火车总站⟷法鲁姆站 （夜间及周末）  | |
| 2018年12月10日 | （索尔勒斯特兰站）⟷洪迪厄站⟷哥本哈根火车总站⟷希勒勒站 （周一至周五白天） | 周一至周五白天不停靠伯恩斯托夫路站、根措夫特站、无忧站、维鲁姆站。 周一至周五白天部分列车以索尔勒斯特兰站为南端终点站，部分列车以洪迪厄站为南端终点站。                                                         |
| 2018年12月10日 | 克厄站⟷索尔勒斯特兰站⟷洪迪厄站⟷哥本哈根火车总站⟷希勒勒站 （夜间及周末）  | |
| 2019年5月27日  | 索尔勒斯特兰站⟷洪迪厄站⟷哥本哈根火车总站⟷希勒勒站 （周一至周五白天）     | 周一至周五白天时段不停靠伯恩斯托夫路站、根措夫特站、无忧站、维鲁姆站。 周一至周五白天部分列车以索尔勒斯特兰站为南端终点站，部分列车以洪迪厄站为南端终点站。                                                     |
| 2019年5月27日  | 克厄站⟷索尔勒斯特兰站⟷洪迪厄站⟷哥本哈根火车总站⟷希勒勒站 （夜间及周末）  | 夜间及周末时段A线与E线合并为A线，同时停靠A线车站及E线车站。 |
| 2020年12月14日 | 索尔勒斯特兰站⟷洪迪厄站⟷哥本哈根火车总站⟷希勒勒站 （周一至周五白天）     | 周一至周五白天时段海勒鲁普站⟷霍尔特站区间仅停靠灵比站。周一至周五早高峰时段，隔班列车以索尔勒斯特兰站为南端终点站，隔班列车以洪迪厄站为南端终点站。 夜间及周末时段A线与E线合并为A线，同时停靠A线车站及E线车站。 |
| 2020年12月14日 | 克厄站⟷索尔勒斯特兰站⟷洪迪厄站⟷哥本哈根火车总站⟷希勒勒站 （夜间及周末）  | 周一至周五白天时段海勒鲁普站⟷霍尔特站区间仅停靠灵比站。周一至周五早高峰时段，隔班列车以索尔勒斯特兰站为南端终点站，隔班列车以洪迪厄站为南端终点站。 夜间及周末时段A线与E线合并为A线，同时停靠A线车站及E线车站。 |

注：因丹麦首都圈轻轨施工，哥本哈根市郊铁路A线在2019年6月21日至2019年10月14日期间临时调整线路及停靠站，后恢复原线路及停靠站。 临时调整期间的运营线路见下表：
| 时段       | 大致走向               | 备注                                                                                    |
| ---------- | ---------------------- | --------------------------------------------------------------------------------------- |
| 工作日白天 | 洪迪厄站⟷克兰彭堡站    | 这时的哥本哈根市郊铁路A线分两个不连续的区段运行。 海勒鲁普站⟷克兰彭堡站之间各站不停车。 |
| 工作日白天 | 灵比站⟷希勒勒站        | 这时的哥本哈根市郊铁路A线分两个不连续的区段运行。 海勒鲁普站⟷克兰彭堡站之间各站不停车。 |
| 夜间及周末 | 克厄站⟷灵比站⟷希勒勒站 | 乘客需在灵比站换车。                                                                    |

## 相关区间车
哥本哈根市郊铁路A线曾拥有区间车线路，目前已停运。运营期间曾多次变更线路编码、途径铁路、停靠站、运营时间。1972年10月1日，哥本哈根市郊铁路A线改经克厄湾铁路，终点站也改至瓦伦斯拜克站。同日，为改善高峰时段交通状况，增设了仅在高峰时段运营的区间车“哥本哈根市郊铁路Ax线”。1992年5月31日，改称“哥本哈根市郊铁路K线”。1993年9月25日，再次改称“哥本哈根市郊铁路A+线”。2007年9月23日，“哥本哈根市郊铁路A+线”停运。